# Birkat Hamazon

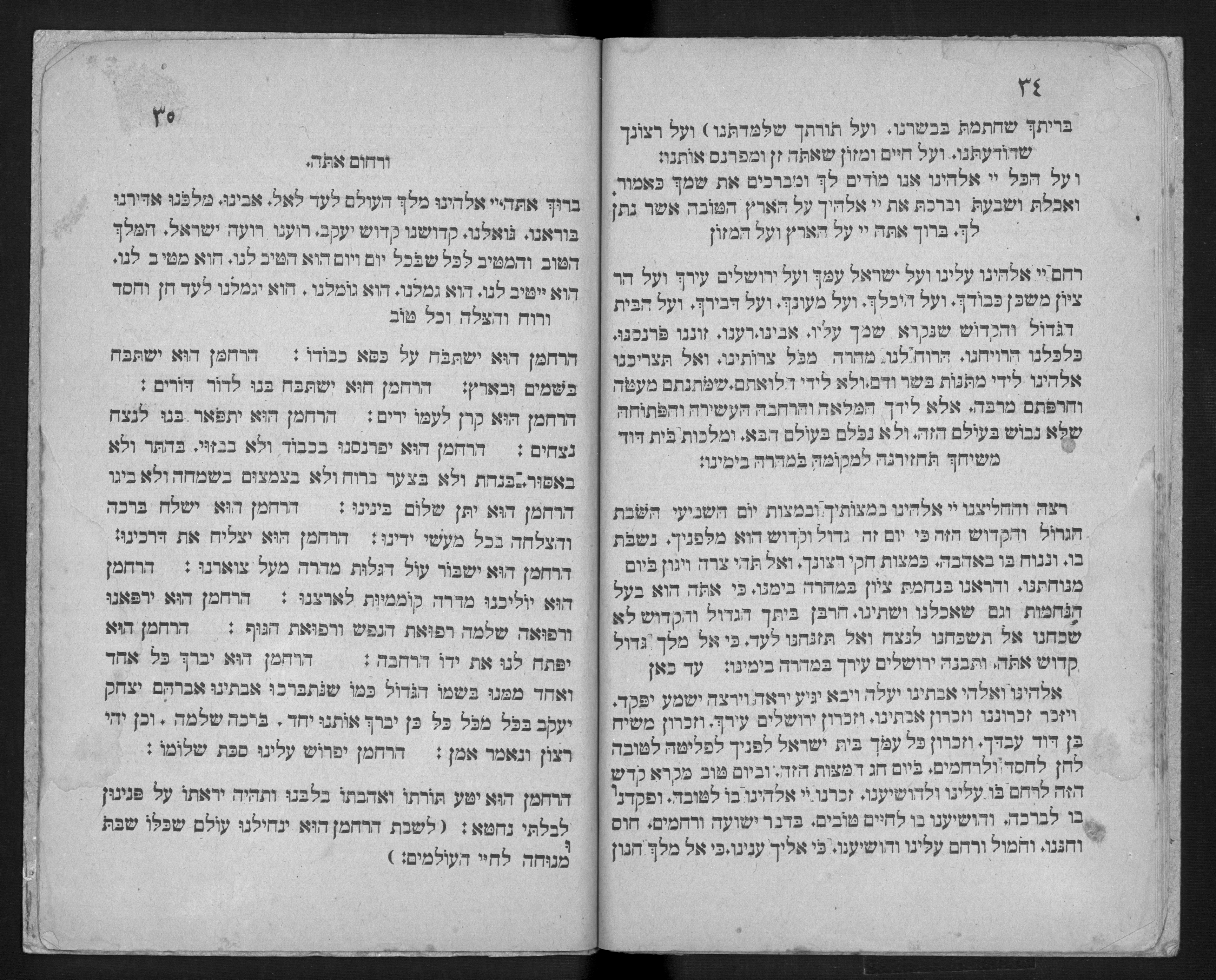

La Birkat Hamazon (en hébreu ברכת המזון, litt. « bénédiction de la nourriture », Bentschen, בענטשן en yiddish) est la prière juive après le repas.

C'est une mitsva toranique, mentionnée dans la Torah:
"Tu mangeras, tu te rassasieras, et tu béniras l'Éternel, ton Dieu, pour le bon pays qu'il t'a donné."
La Birkat Hamazon prend la forme de prières de remerciement à l’Éternel et de lui exprimer sa reconnaissance, après avoir mangé du pain et s’être rassasié. On le lit à voix basse lors de repas ordinaires (pris le plus souvent seul), ou que l'on chante lors de repas spéciaux comme ceux du Shabbat, des fêtes juives et d'autres occasions spéciales.
Bien que les judaïsmes orthodoxe et conservative attendent des juifs pratiquants qu'ils récitent leur prière après chaque repas contenant le type approprié de pain, beaucoup de juifs moins observants ne le font qu'occasionnellement ou lors de repas spéciaux.

## Quand réciter le Birkat Hamazon?
- Selon la Torah, l'obligation de réciter le Birkat Hamazon intervient lorsqu'une personne a consommé du pain et est rassasiée, comme il est mentionné dans le verset :"Tu mangeras, tu te rassasieras, et tu béniras l'Éternel ton Dieu pour le bon pays qu'Il t'a donné." (Deutéronome 8:10)[5]. Le contexte de ce verset fait référence au pain, comme mentionné dans le verset précédent (Deutéronome 8:9) : "Un pays où tu ne mangeras pas ton pain avec parcimonie.
- Les sages d'Israël ont ajouté et institué que même une personne qui a mangé un 'kazayit' (volume d'une olive) de pain, puisqu'elle en a tiré un profit, doit réciter l'intégralité du Birkat Hamazon."[6],[7]
- Il a également été décidé que les aliments de "pat haba'ah bekisnin" (pâtisseries), comme un gâteau, en grande quantité (le poids de 3 ou 4 œufs), sont considérés comme du pain et on récite aussi le Birkat Hamazon sur eux.
- Il existe une controverse rabbinique quant à savoir si la Birkat Hamazon doit être faite après avoir mangé certains aliments ressemblant à du pain comme des petits pains ou de la pizza[8].

## Structure
Parfois appelée « action de grâces après le repas », elle consiste en une série de quatre bénédictions, anciennement trois (voir ci-dessous).
- La birkat ha-zan (bénédiction de Celui qui nourrit), instituée par Moïse dans le désert, selon le Talmud Berakhot, f. 48, est une bénédiction célébrant le créateur de toute chair nourrie de ses bienfaits.
- La birkat ha-aretz (bénédiction de la Terre), instituée par Josué une fois entré en Terre d'Israël, selon la même source, est une bénédiction célébrant celui qui a sauvé son peuple de l'esclavage d'Égypte pour lui donner une Terre et une Loi (tôrah).

À Pourim et Hanoucca on insère avant la conclusion de la bénédiction la prière de we-ʿal ha-nissîm (et sur les miracles) dans laquelle nous rappelons les miracles et les bienfaits du créateur lors des évènements de Pourim et de Hannoucca.
- La birkat bôneh yerušalayîm (bénédiction de Celui qui construit Jérusalem), instituée par David et Salomon, selon la même source, est une bénédiction célébrant Celui qui épargne de toutes les misères du monde, par le moyen de Jérusalem et du Temple où son nom est invoqué, ainsi que (selon une formulation probablement postérieure à la chute du Temple en 70)[10] par le moyen de roi David et de sa descendance jusqu'au Messie.

À Shabbat est insérée une prière concernant le jour (Reçê); et lors de certaines fêtes (néoménies, fêtes de pèlerinage, jours de demi-fêtes et rôš ha-šanah) est insérée la prière d'offrande yaʿaleh we-yavô (sans doute plus ancienne dans la birkat ha-mazon que dans le šemônê ʿesrê).
Cette structure en trois parties est conforme au schéma de la Création-Révélation-Rédemption que F. Rosenzweig a mis en évidence dans le judaïsme.
- La birkat ha-Tôv we-ha-meTîv (Le Bon et Celui qui dispense le bien) est une prière (sans ḥatimâ) , dans laquelle on remercie Dieu pour Sa bonté envers Israël. Selon le Talmud[12], cette bénédiction fut instituée par les Sages de la Michna à Yavné après la révolte de Bar Kokhba, comme une prière de gratitude et de louange. "Le Bon" - parce qu'il fut permis d'enterrer les corps des victimes de Betar, dont la sépulture avait été retardée. "Celui qui dispense le bien" - parce que les corps des victimes de Betar ne se sont pas décomposés, ne se sont pas putréfiés et n'ont pas été dévorés par les animaux.
- À la fin du Birkat hamazon, on a coutume de réciter différentes requêtes introduites par le nom Hara’haman (le Miséricordieux). Bien que ce ne soit pas une institution formelle des Sages, comme cette coutume existe depuis l'époque des Rishonim (premiers commentateurs médiévaux)[13],[14],[15], elle est devenue obligatoire, chaque communauté selon ses propres traditions. Dans cette partie, les invités ont l’usage de bénir le maître de maison[4].

## Prière de remerciement
PRIÈRE DE REMERCIEMENT
Roi des rois, Seigneur du monde, Maître du monde, Saint béni soit-Il, merci !
Merci, pour le simple fait de me tenir devant Toi. Tout ce que je dis est insignifiant en comparaison avec mon devoir de Te louer. Car tout provient de Toi. Tu m’as tout accordé avec grâce, bonté et miséricorde.
Merci pour toutes les choses qu’il y a dans le monde.
Merci pour les innombrables fois où Tu m’as aidé, soutenu, sauvé, réjoui, guéri, protégé et encouragé.
Merci d’être constamment auprès de moi.
Merci de m’avoir donné la possibilité d’accomplir des Mitsvot, de bonnes actions et de me donner la force de prier.
Merci pour les nombreuses fois où Tu m’as aidé et que je n’ai pas su Te remercier.
Merci pour chaque respiration que je respire.
Merci aussi à Toi, Roi des rois pour toutes les choses que je n’ai pas.
Merci, s’il arrive que je ressente un peu de tristesse, tout est pour mon bien. Bien que je n’aie pas toujours perçu que c’était pour mon bien. Malgré tout, je sais profondément dans mon cœur que tout ce qui vient de Toi est pour mon plus grand bien, que tout est méticuleusement et parfaitement adapté à moi, par la Providence divine, que seul le Roi des rois peut évaluer.
Merci, de me trouver parfois en difficulté, car, seulement ainsi, je peux apprécier le bien. C’est après s’être trouvé dans l’obscurité, que nous pouvons apprécier la lumière.
Merci pour la vie merveilleuse que Tu m’as donnée.
Merci pour la chose la plus infime que je possède car, tout ce que Tu m’as attribué, Tu ne l’as donné à personne d’autre.
Merci d’être attentif à mes prières.
Créateur du monde, je Te demande pardon du plus profond de mon cœur, si je n’ai pas toujours su apprécier ce que Tu m’as donné et qu’au lieu de Te remercier, je n’ai fait que me plaindre.
Je ne suis que cendre et poussière et Toi, Tu es le Seigneur du monde. Je T’en supplie, ne T’éloigne jamais de moi !

## Éléments d'histoire
La structure de la Birkat Hamazon était à l'origine ternaire, comme le suggère le Talmud (par exemple dans le passage cité ci-dessus, berakhot, f. 48). En d'autres termes, la birkat ha-Tôv we-ha-meTîv a été ajoutée après la chute du Temple en 70. Cette structure ancienne semble avoir perduré quelque temps dans le christianisme, dans le rite judéo-chrétien des agapes, comme on le voit en particulier dans la Didachè.
La Birkat Hamazon se trouve dans presque tous les siddourim (« livres de prières ») et se trouve souvent imprimée avec une grande variété de styles artistiques dans des petits livrets appelés Birkhon (en hébreu) ou Bentcher (en yiddish). Comme c'est souvent le cas, la version ashkénaze de cette prière est légèrement différente de la version séfarade.